# Rychlobruslení na Zimních olympijských hrách 2022 – stíhací závod družstev muži
Stíhací závod družstev mužů na Zimních olympijských hrách 2022 se konal v hale National Speed Skating Oval v Pekingu ve dnech 13. a 15. února 2022. První den byly na programu čtvrtfinálové rozjížďky, druhý den semifinálové a finálové jízdy.
Závod vyhráli Norové, kteří obhájili prvenství z předchozích ZOH, druzí skončili reprezentanti Ruského olympijského výboru a třetí americké družstvo. Češi v závodě nestartovali.

## Rekordy
Před závodem měly rekordy následující hodnoty:
| Světový rekord    | USA Casey Dawson Joey Mantia Emery Lehman                      | 3:34,47 | Utah Olympic Oval, Salt Lake City | 5. prosince 2021 |
| Olympijský rekord | Norsko Håvard Bøkko Simen Spieler Nilsen Sverre Lunde Pedersen | 3:37,08 | Gangneung Oval, Pchjongčchang     | 21. února 2018   |
| Rekord dráhy      | Nizozemsko Jur Veenje Gert Wierda Kayo Vos                     | 4:08,52 |                                   | 9. října 2021    |

## Výsledky

### Čtvrtfinále
První čtyři týmy postoupily do dvou semifinálových jízd, ostatní týmy do finálových jízd o páté až osmé místo.
| Pořadí | Jízda | Země                   | Jméno                                                     | Čas     | Ztráta | Postup       |
| ------ | ----- | ---------------------- | --------------------------------------------------------- | ------- | ------ | ------------ |
| 1.     | 3     | Norsko                 | Hallgeir Engebråten Peder Kongshaug Sverre Lunde Pedersen | 3:37,47 | +0,00  | Semifinále 1 |
| 2.     | 3     | Spojené státy americké | Ethan Cepuran Casey Dawson Emery Lehman                   | 3:37,51 | +0,04  | Semifinále 2 |
| 3.     | 4     | Sportovci ROV          | Daniil Aldoškin Sergej Trofimov Ruslan Zacharov           | 3:38,67 | +1,20  | Semifinále 2 |
| 4.     | 2     | Nizozemsko             | Marcel Bosker Sven Kramer Patrick Roest                   | 3:38,90 | +1,43  | Semifinále 1 |
| 5.     | 2     | Kanada                 | Jordan Belchos Ted-Jan Bloemen Connor Howe                | 3:40,17 | +2,70  | Finále C     |
| 6.     | 1     | Jižní Korea            | Čong Če-won Kim Min-sok I Sung-hun                        | 3:41,89 | +4,42  | Finále C     |
| 7.     | 1     | Itálie                 | Davide Ghiotto Andrea Giovannini Michele Malfatti         | 3:42,04 | +4,57  | Finále D     |
| 8.     | 4     | Čína                   | Lien C'-wen Wang Chao-tchien Sü Fu                        | 3:52,25 | +14,78 | Finále D     |

### Semifinále
Vítězné týmy obou jízd postoupily do finále o zlatou medaili, poražená družstva postoupila do finále o bronz.
| Pořadí       | Země                   | Jméno                                                     | Čas          | Ztráta | Postup   |
| ------------ | ---------------------- | --------------------------------------------------------- | ------------ | ------ | -------- |
| Semifinále 1 |                        |                                                           |              |        |          |
| 1.           | Norsko                 | Hallgeir Engebråten Peder Kongshaug Sverre Lunde Pedersen | 3:38,28      | 0,00   | Finále A |
| 2.           | Nizozemsko             | Marcel Bosker Sven Kramer Patrick Roest                   | 3:39,62      | +1,34  | Finále B |
| Semifinále 2 |                        |                                                           |              |        |          |
| 1.           | Sportovci ROV          | Daniil Aldoškin Sergej Trofimov Ruslan Zacharov           | 3:36,62 (OR) | 0,00   | Finále A |
| 2.           | Spojené státy americké | Ethan Cepuran Casey Dawson Emery Lehman                   | 3:37,05      | +0,43  | Finále B |

### Finále
| Pořadí           | Země                   | Jméno                                                     | Čas     | Ztráta |
| ---------------- | ---------------------- | --------------------------------------------------------- | ------- | ------ |
| Finále A         |                        |                                                           |         |        |
| Zlatá medaile    | Norsko                 | Hallgeir Engebråten Peder Kongshaug Sverre Lunde Pedersen | 3:38,08 | 0,00   |
| Stříbrná medaile | Sportovci ROV          | Daniil Aldoškin Sergej Trofimov Ruslan Zacharov           | 3:40,46 | +2,38  |
| Finále B         |                        |                                                           |         |        |
| Bronzová medaile | Spojené státy americké | Casey Dawson Emery Lehman Joey Mantia                     | 3:38,81 | 0,00   |
| 4.               | Nizozemsko             | Marcel Bosker Sven Kramer Patrick Roest                   | 3:41,62 | +2,81  |
| Finále C         |                        |                                                           |         |        |
| 5.               | Kanada                 | Jordan Belchos Ted-Jan Bloemen Tyson Langelaar            | 3:40,39 | 0,00   |
| 6.               | Jižní Korea            | Čong Če-won Kim Min-sok Pak Song-hjon                     | 3:53,77 | +13,38 |
| Finále D         |                        |                                                           |         |        |
| 7.               | Itálie                 | Davide Ghiotto Andrea Giovannini Michele Malfatti         | 3:44,20 | 0,00   |
| 8.               | Čína                   | Lien C'-wen Wang Chao-tchien Sü Fu                        | 3:53,58 | +8,38  |